# گورستان علیرضاوندی ۲
قبرستان علیرضاوندی ۲ مربوط به عصر آهن I است و در شهرستان گیلانغرب، بخش مرکزی، دهستان حومه، ۷۰۰ متری جنوب روستای علیرضاوندی واقع شده و این اثر در تاریخ ۱۸ اسفند ۱۳۸۷ با شمارهٔ ثبت ۲۴۸۷۷ به‌عنوان یکی از آثار ملی ایران به ثبت رسیده است.